# Guilherme Milhomem Gusmão
Guilherme (Brazília, Imperatriz, 1988. október 22. –) brazil labdarúgó, a Bahia kölcsönjátékosa a Corinthians csapatától.

## Pályafutása
A Cruzeiroban kezdte pályafutását, ahol 2008-ban a brazil bajnokság ötödik legjobb góllövője lett 18 találattal. 2009. februárjában a Dinamo Kijev csapatához igazolt, ahol április 19-én mutatkozott be a Krivbasz elleni 2-1-re elvesztett meccsen. 2009. május 16-án mesterhármast ért el a Karpati Lviv elleni meccsen. 2010-ben a CSZKA Moszkvában játszott kölcsönben. 2011. márciusában szerződött az Atletico Mineiro csapatához, első mérkőzését május 21-én játszotta az Atletico Paranaense ellen 3-0-ra megnyert mérkőzésen, a csapattal 2013-ban megnyerte a Libertarodes-Kupát, majd egy évvel később a Brazil kupát. 2015-ben az Antalyaspor csapatához igazolt, majd a Corinthians csapatához szerződött.

## Sikerei, díjai
- Ukrán bajnok: 2009
- Ukrán Szuperkupa-győztes: 2009
- Orosz Szuperkupa-győztes: 2011
- Libertadores-kupa-győztes: 2013
- Brazil Kupa-győztes: 2014